# Kokerei Hansa

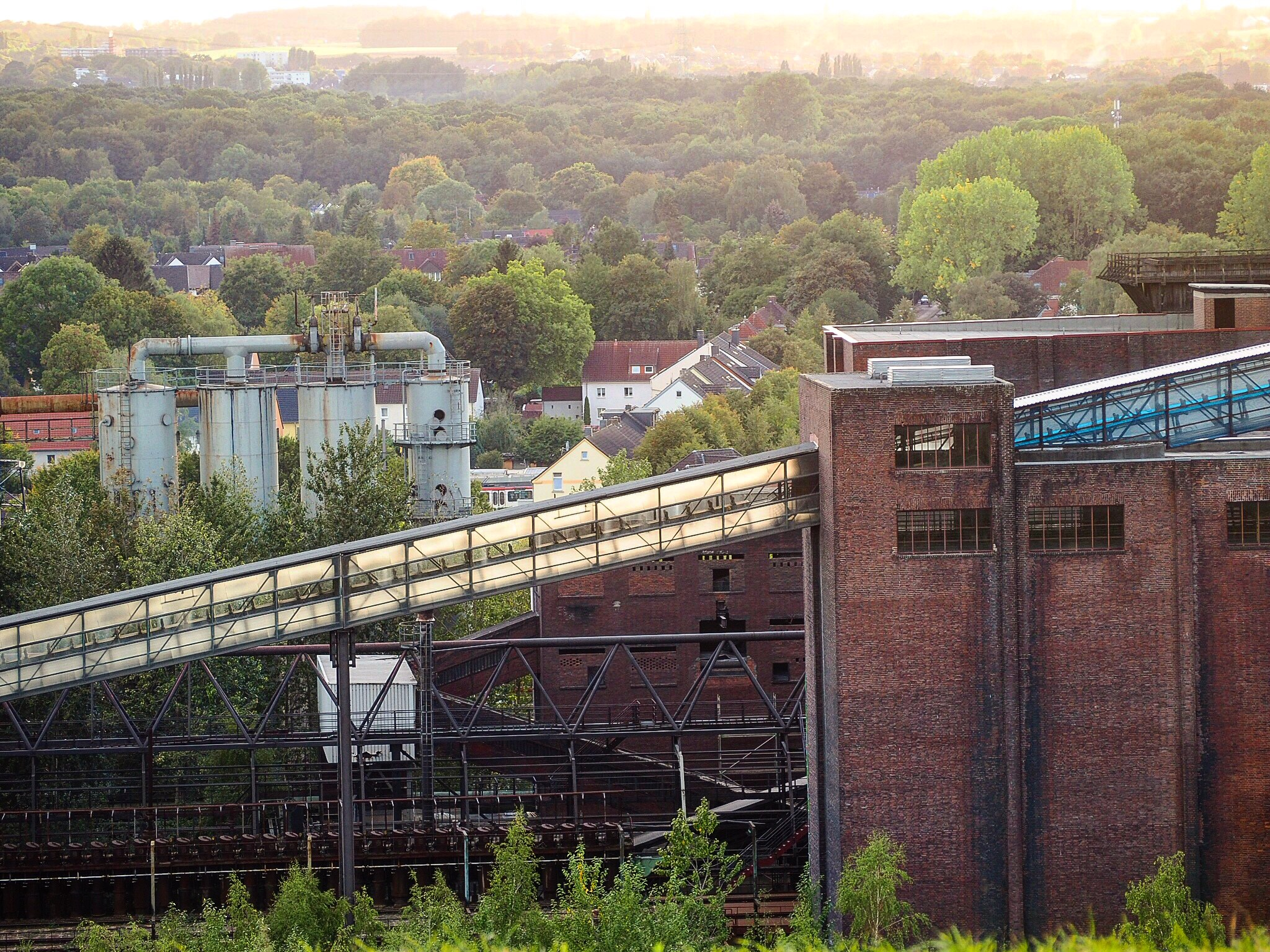
Kokerei Hansa Dortmund-Huckarde, Blick vom Deusenberg

Die Kokerei Hansa ist ein Architektur- und Industriedenkmal in Dortmund-Huckarde. Sie entstand in den Jahren 1927 bis 1928 als Großkokerei infolge von Rationalisierungsmaßnahmen und löste die abgewirtschafteten kleinen Kokereien der Zechen Hansa, Westhausen und Germania im Dortmunder Nordwesten ab.
Hansa ist ein Standort der Europäischen Route der Industriekultur und soll zusammen mit dem angrenzenden Deusenberg einer der Hauptstandorte der Internationalen Gartenausstellung 2027 werden.

## Geschichte

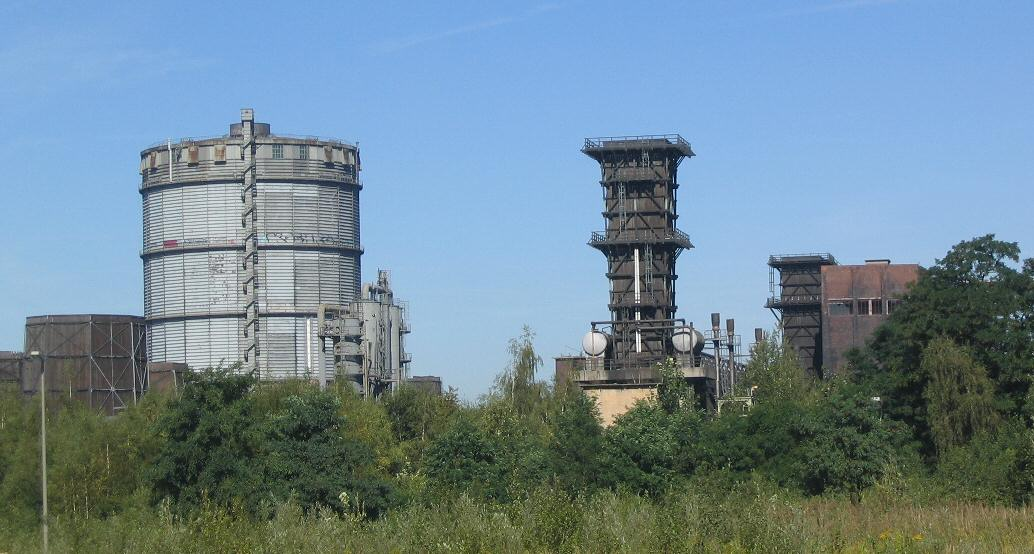
Industriedenkmal Kokerei Hansa mit heute abgebrochenen Gasometer und hölzernem Löschturm

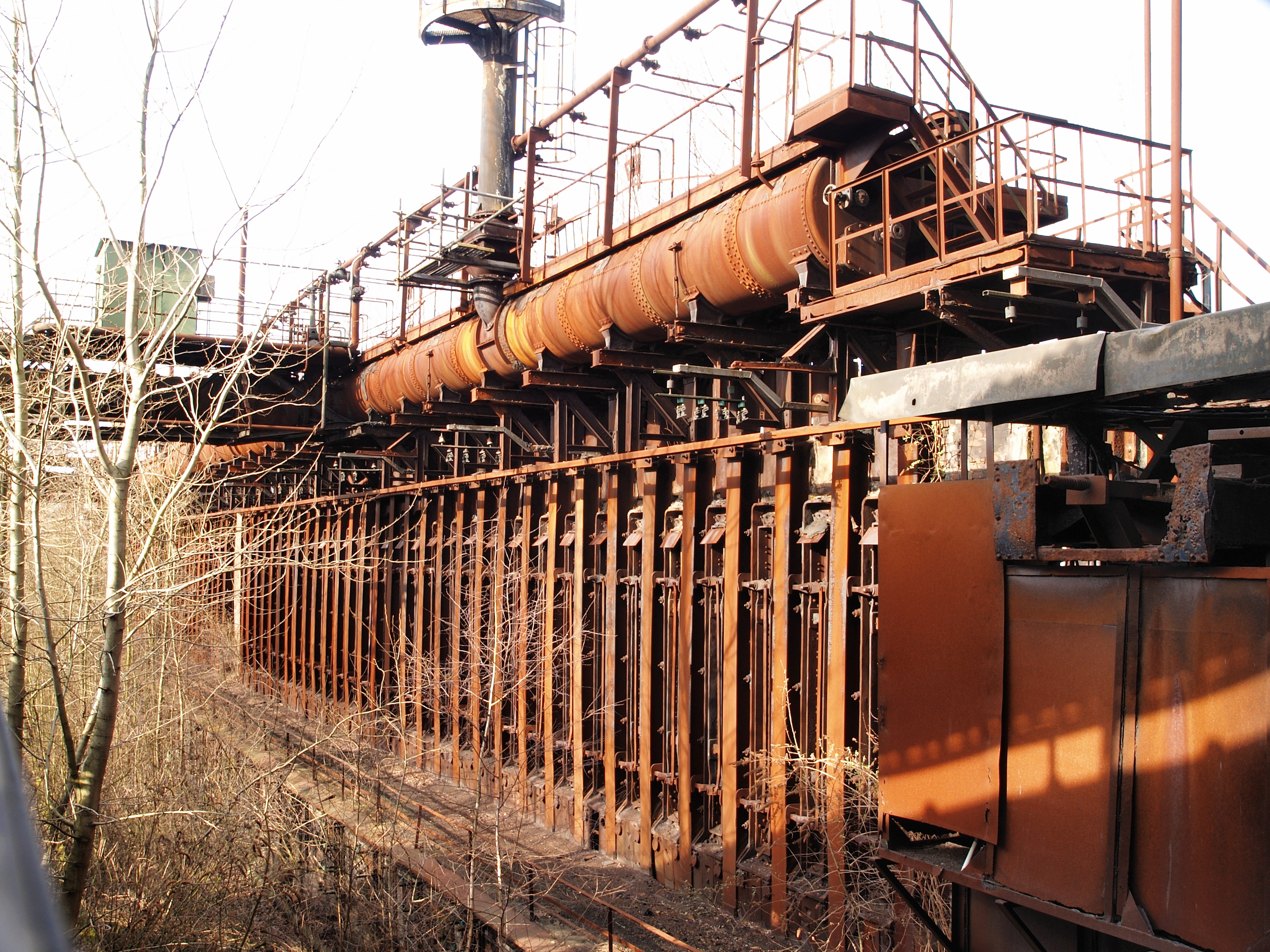
Stillgelegte Koksofenbatterie

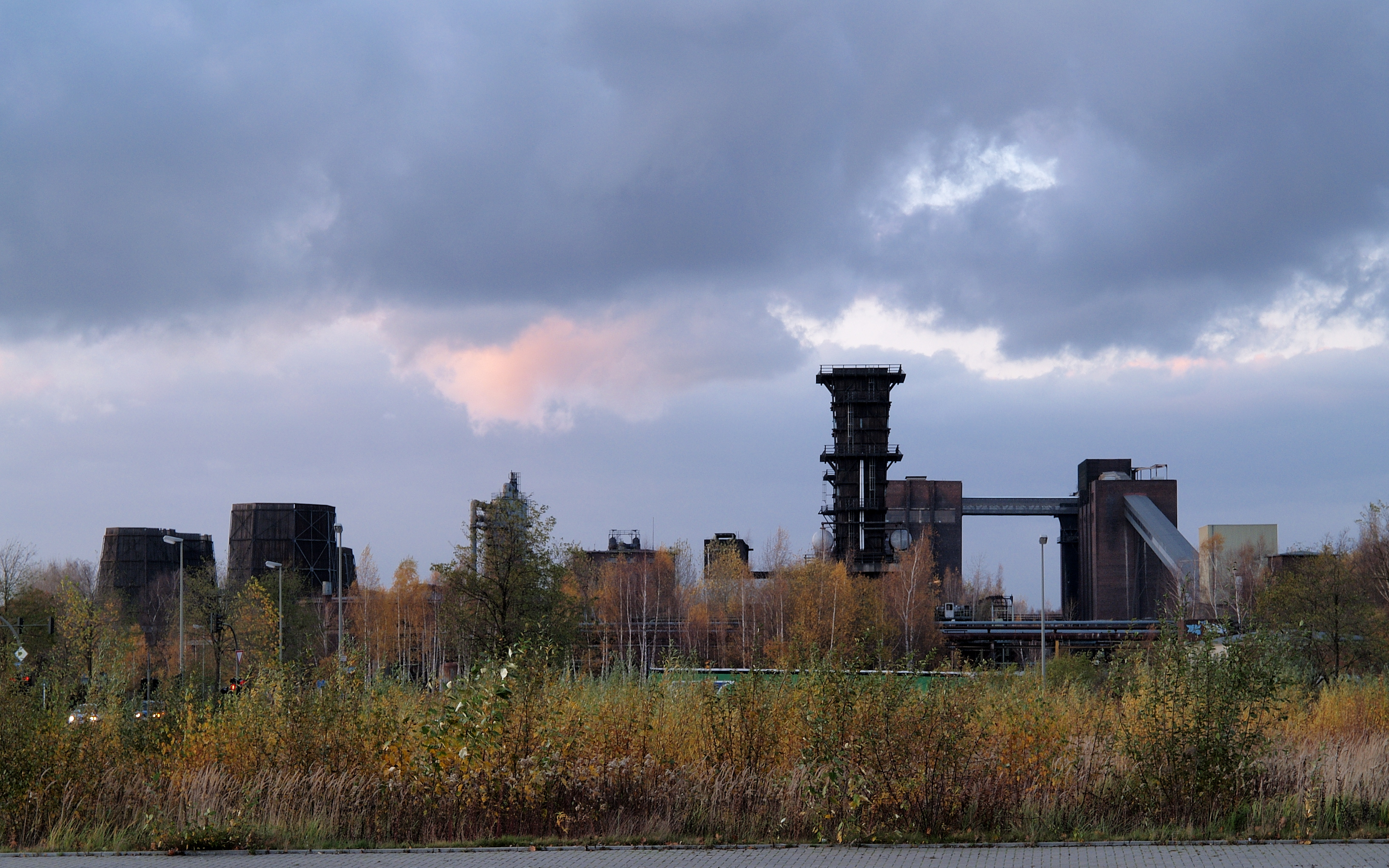
Anlage mit Kühltürmen, hölzernem Kokslöschturm und den Kohlebunkern (v.l.n.r)

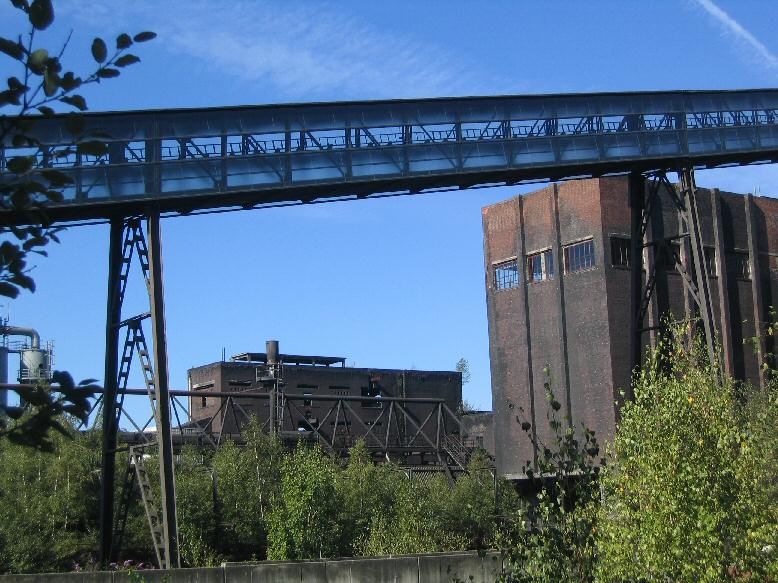
Durch das ehemalige Förderband zum Kohlebunker verlaufen heute Führungen

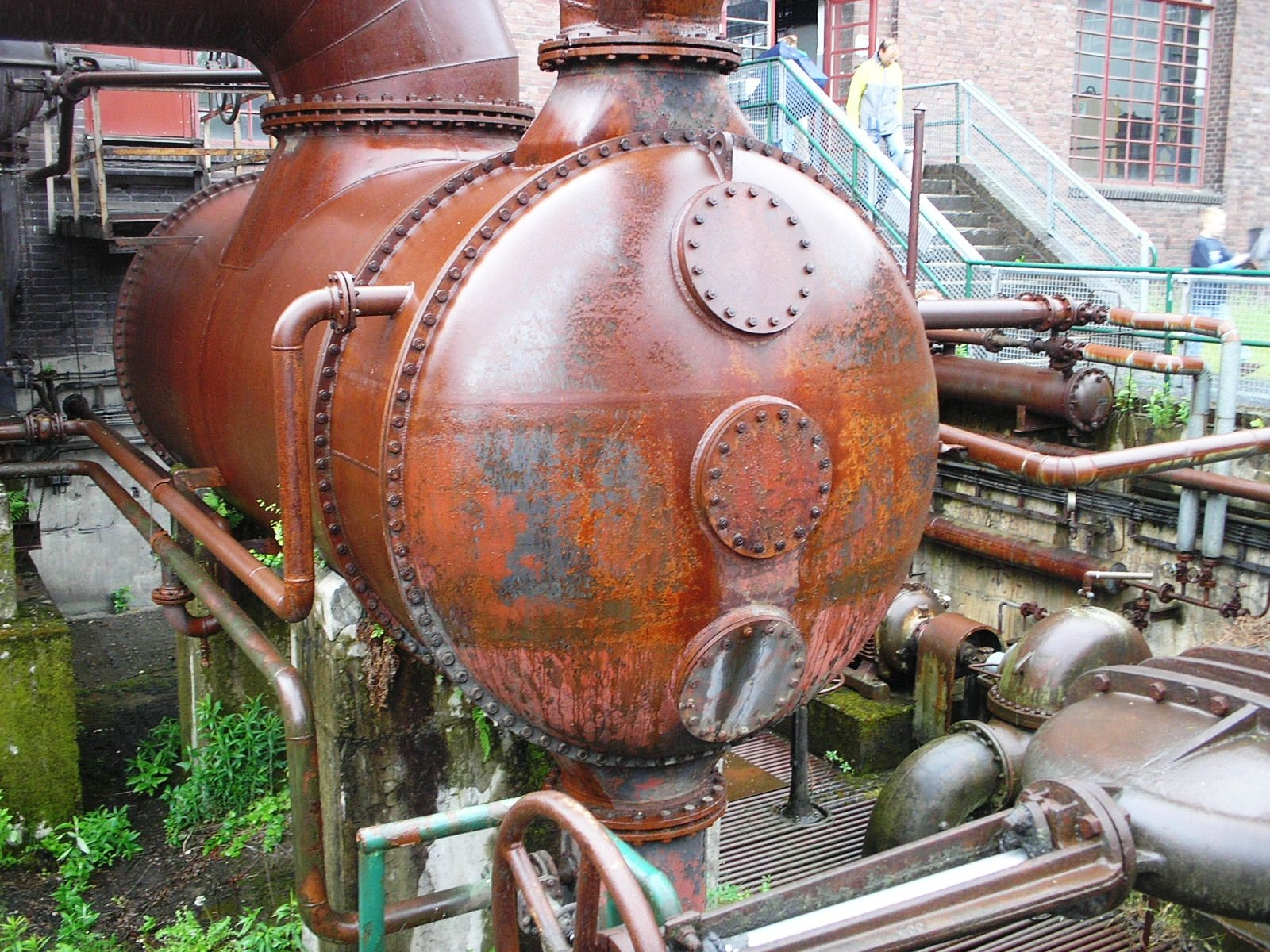
Kondensatabscheider für Kokereigas

Die ersten beiden Koksofenbatterien mit jeweils 65 Öfen entstanden zwischen 1927 und 1928. Die Batterien III und IV mit jeweils 80 Öfen kamen in den Jahren 1940 bis 1941 hinzu. Erst dann wurde diese Kokerei als Zentralkokerei durch die Dortmunder Bergbau AG betrieben. Mit der Batterie 0 (30 Öfen) entstand 1968 die letzte Erweiterung der Anlage. In den Spitzenzeiten arbeiteten bis zu 1100 Beschäftigte in der Kokerei.
Die Batterien I und II wurden 1945 vor dem Kriegsende so stark beschädigt, dass beide Batterien bis 1955 mit jeweils 62 Öfen erneuert wurden.
Die Kokerei Hansa bezog bis 1949 Steinkohle mit Großraum-Selbstentladewagen aus der benachbarten Zeche Hansa, danach über das neu erbaute Transportband (Hansaband) sowie von den Zechen Westhausen und Adolf von Hansemann zunächst mittels Seilbahn, dann über eine Zechenbahn von Bodelschwingh über Nette nach Hansa. Nach Schließung der Zechen Westhausen und Adolf von Hansemann und der Verbindungsbahn wurden die benötigten Kokskohlen von den Zechen Germania, Minister Stein, Gneisenau, Friedrich der Große, Pluto und Nordstern, zuletzt von den Zechen Radbod, Haus Aden und Heinrich Robert mit Großraum-Selbstentladewagen angeliefert. Sie erreichten die Kokerei von Norden über den Hardenberghafen und Ellinghausen/Landabsatz durch eine neu geschaffene Gleisverbindung zur Güterbahn der Hoesch-Stahl AG (Gleis HHW 6141).
Zu Vollbetriebszeiten produzierte die Zentralkokerei Hansa in ihren 314 Öfen täglich aus circa 7000 t Kokskohlenmischung bis zu 5400 t Koks – hauptsächlich für die Hüttenwerke Union, später Phoenix.
Das bei der Erzeugung von Koks entstandene Rohgas (etwa 2.000.000 m³ pro Tag) wurde zunächst in der sogenannten Kohlenwertstoffanlage gereinigt und ein Teil des Kokereigases zum Hüttenwerk Union, später Phoenix, geleitet. Im Gegenzug wurde das Gichtgas der Hüttenwerke durch die stadtprägenden Leitungen (Durchmesser ungefähr 2 m) als Unterfeuerungsgas an die Kokerei geliefert.
Der größere Teil des Kokereigases wurde in den liegenden, dampfbetriebenen, zweistufigen und doppeltwirkenden Gaskolbenkompressoren (Verdichtern) auf etwa 8,6 bar verdichtet, im Hochdruckverfahren endgereinigt und in das Ferngasnetz der Ruhrgas AG eingespeist.
Am 15. Dezember des Jahres 1992 wurde die Kokerei endgültig stillgelegt, nachdem man 1986 bereits in zwei Batterien die Produktion eingestellt hatte. Ihre Kapazitäten wurden durch die neue Kokerei Kaiserstuhl, zu diesem Zeitpunkt die modernste Kokerei der Welt, ersetzt. Die im Norden der Kokerei Hansa gelegene Lokwerkstatt Mooskamp blieb noch bis ins Jahr 2001 in Betrieb, von dort aus setzte die RAG Bahn- & Hafenbetriebe Diesellokomotiven im östlichen Ruhrgebiet ein.
Seit 1995 befindet sich das Denkmal Kokerei Hansa im Besitz der Stiftung Industriedenkmalpflege und Geschichtskultur. Seit 1998 sind die meisten Anlagenteile unter Denkmalschutz gestellt, die Kokerei Hansa ist als Baudenkmal in die Denkmalliste der Stadt Dortmund eingetragen und Teil der Route Industriekultur. Seit der Stilllegung haben sich einige seltene Tier- und Pflanzenarten auf dem Gelände angesiedelt.

## Umnutzung
Die gesamte Anlage kann im Zuge von Führungen durch ehemalige Mitarbeiter und angelernte, fachkundige Begleiter besichtigt werden. Für Individualtouristen bleiben große Teile der Anlage wegen Unfallgefahr weiterhin gesperrt. Hier empfiehlt sich der ausgeschilderte „kleine Weg“ zusammen mit einer Audio-Führung über Kopfhörer.
Seit 2001 befindet sich auf dem Gelände der Lokwerkstatt der Kokerei Hansa am Mooskamp das Nahverkehrsmuseum Dortmund des Vereins Westfälische Almetalbahn e. V., der Besichtigungen und Charterfahrten mit historischen Dortmunder Straßenbahnen über die alten Zechenbahngleise zur Kokerei Hansa anbietet.

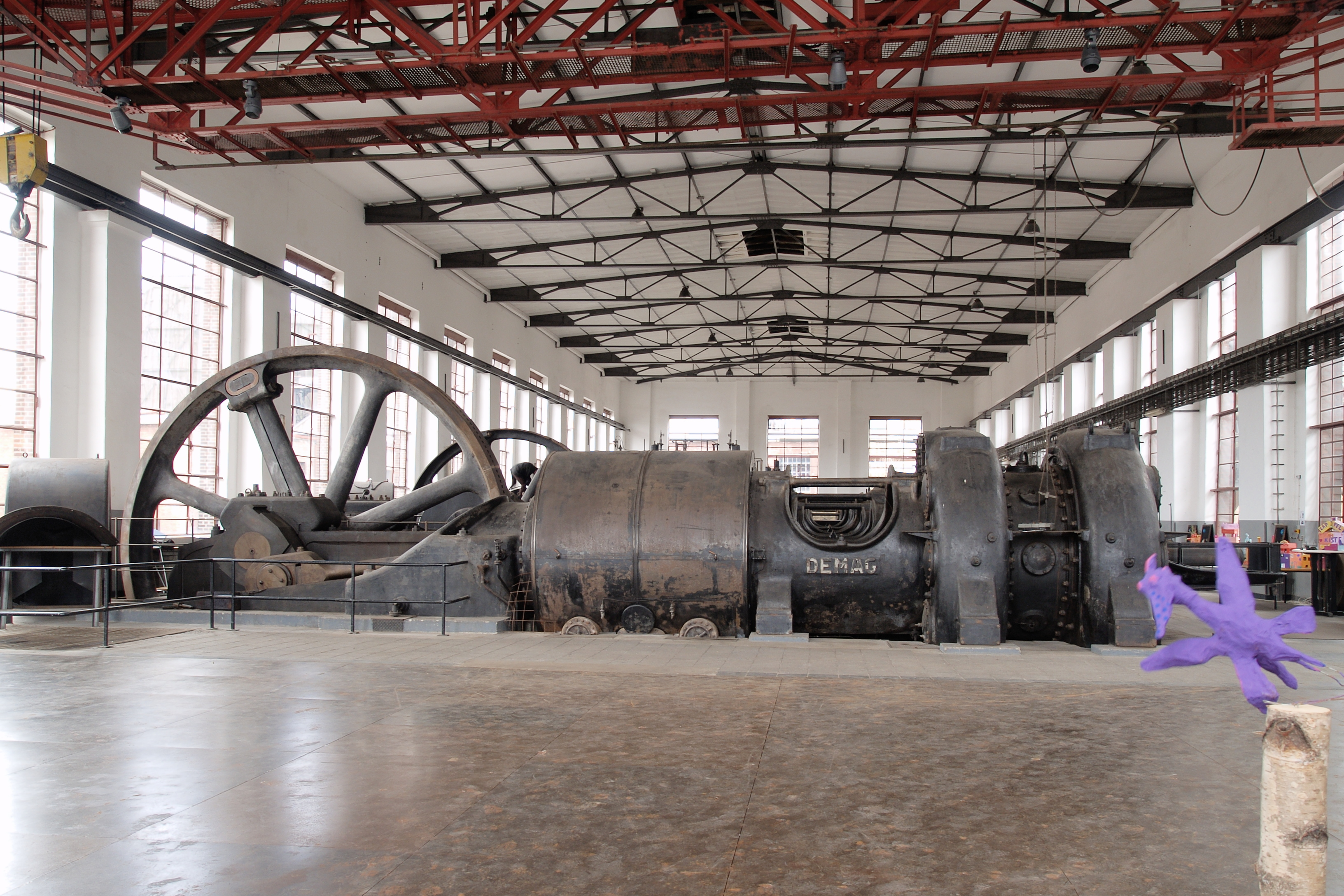
Kompressorenhalle

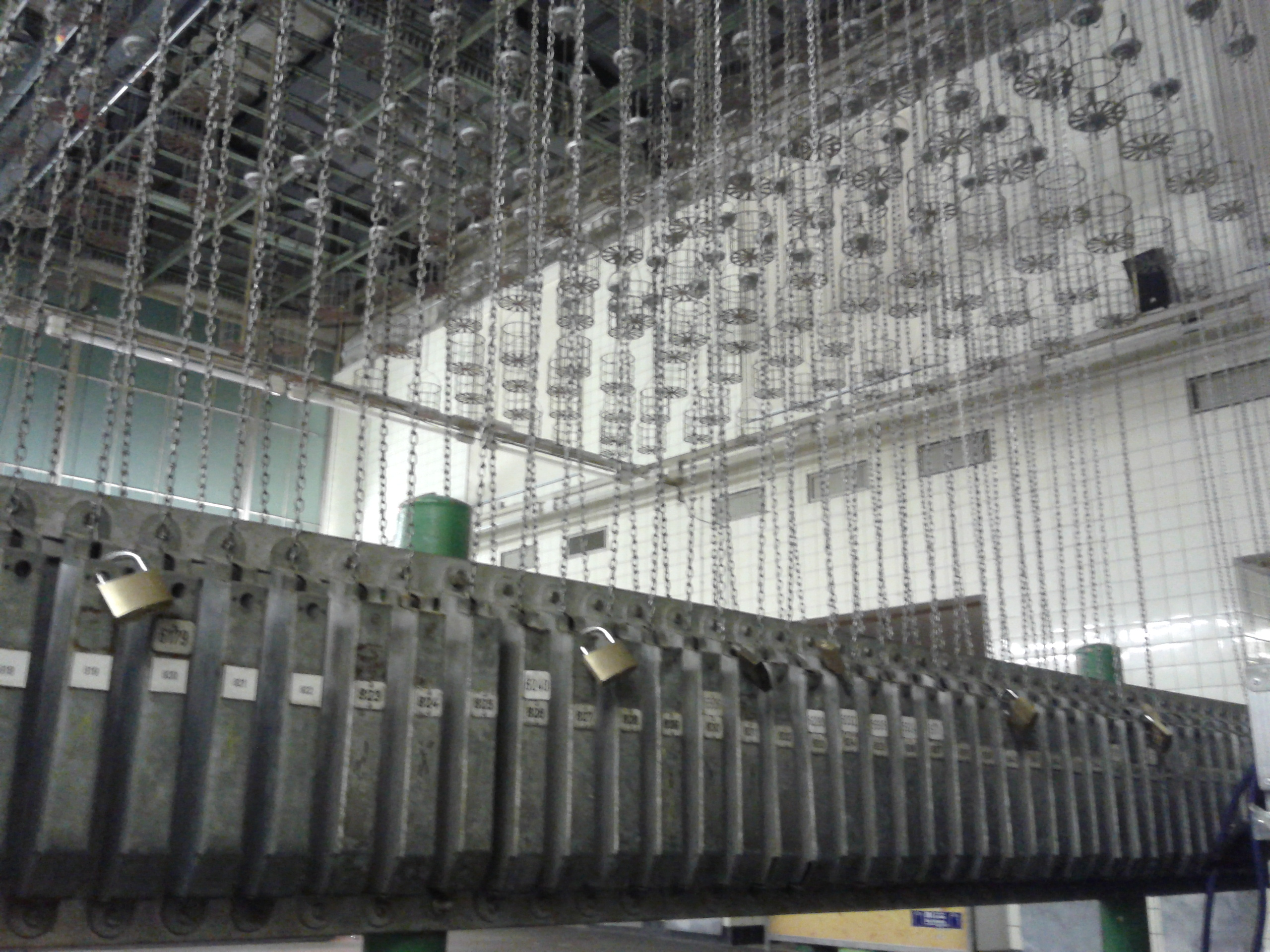
In der ehemaligen Waschkaue finden heute u. a. Konzerte statt.

Im April 2005 wurde die Restaurierung der Kompressorenhalle mit ihren fünf DEMAG-Gaskolbenkompressoren abgeschlossen und die Halle durch den damaligen NRW-Kulturminister Michael Vesper der Öffentlichkeit übergeben. Sie wird seitdem auch für Kunstausstellungen genutzt.
Alle nicht zum Denkmal gehörenden Anlagenteile und Gebäude der Kokerei Hansa wurden abgerissen.
Nach der Sprengung der Kokstrockenkühlanlage (KTK) und des Kohlenturms II wurden gegen Ende 2005 auch der 175.000 m³ fassende Gasgroßbehälter und die Batterie IV aus dem Kokereibild entfernt. Die fünf Vorkühler, die drei EGR-Filter, die zwei Ammoniakwascher und das Maschinenhaus mit den Gassaugern wurden im Jahr 2013 abgerissen. Zwei denkmalgeschützte Gassauger wurden vorab in das verbleibende Denkmal umgesetzt. Zurückgeblieben ist die erweiterte Ausgabe der Zentralkokerei Hansa von 1928.
Alle zum Denkmal gehörenden Anlagenteile und Gebäude wurden saniert.
Nach der kompletten Wiederherstellung der Kompressorenhalle mit den Kompressoren und der Dach- und Fachsanierung an den Gebäuden der Kohlenwertstoffanlagen wurden 2011 die vier Holz-Naturzugkühltürme denkmalgerecht saniert.
Am 15. März 2008 wurde auf dem Gelände der Kokerei im alten Turbokompressorengebäude „Bergwerk“ die größte Kletterhalle Nordrhein-Westfalens eröffnet.
Seit 2010 wird die ehemalige Lehrwerkstatt auf der so genannten weißen („sauberen“) Seite der Kokerei als Ausstellungsraum genutzt. Hochhaus Hansa (Hochhaus auf dem Gelände Hansa) ist ein auf drei Jahre zwischen der Stiftung Industriedenkmalpflege und Geschichtskultur und artlab21, Institut für Kunstentwicklung verabredetes Kunst- und Ausstellungsprojekt.

## Verkehrsanbindung
Mit der U47 fährt man ab Dortmund Hbf. in Richtung Westerfilde bis zur Haltestelle Parsevalstraße und bewegt sich dann neben den Gleisen in Richtung der Straße Mailoh, von der man schon einen Ersteindruck der alten Kühltürme bekommt. Man biegt rechts ab in Richtung Mengeder Straße und erblickt von dort aus schon den offiziellen Eingang an der Emscherallee 11.